# Iban Sastre
Pour les articles homonymes, voir Sastre.
Sastre  Estévez est un nom espagnol. Le premier nom de famille, en général paternel, est Sastre ; le second, en général maternel, souvent omis, est Estévez.
Iban Sastre Estévez (né le 4 novembre 1977 à El Barraco,) est un coureur cycliste espagnol. Ancien membre de l'équipe Festina, il s'est notamment classé huitième du Tour de l'Algarve en 2000, ou encore troisième d'une étape du Tour du Portugal en 2001.

## Palmarès
- 1998
  - Tour de la Bidassoa
  - Subida a Urraki
  - Xanisteban Saria
  - 3e du Laudio Saria
- 1999
  - 3eb étape du Tour d'Alava (contre-la-montre)
  - 3e étape du Tour de la Bidassoa
  - 4e étape du Tour de Navarre